# Stiftung für Toleranz und Völkerverständigung
Die Stiftung für Toleranz und Völkerverständigung, bis 2023 F. C. Flick Stiftung gegen Fremdenfeindlichkeit, Rassismus und Intoleranz, ist eine private Stiftung mit Sitz in Potsdam, die sich gegen Fremdenfeindlichkeit, Rassismus und Intoleranz engagiert.

## Überblick
Sie wurde 2001 durch den Unternehmer und Kunstsammler Friedrich Christian Flick gegründet und unterstützt Projekte zur „Förderung der internationalen Gesinnung, der Toleranz auf allen Gebieten der Kultur und des Völkerverständigungsgedankens“ für Kinder und Jugendliche in den ostdeutschen Bundesländern. Das Stiftungskapital betrug zum Stiftungszeitpunkt 10 Millionen D-Mark; es kann sich durch Zustiftungen erhöhen.
Der Stifter sieht sich dem Gedenken an die Opfer und Überlebenden des Nationalsozialismus verpflichtet und will insbesondere dem Rechtsextremismus und der Jugendgewalt entgegenwirken. Die Stiftung hat dazu 2012 den mit 10.000 Euro dotierten „Steh-auf-Preis“ für Toleranz und Zivilcourage ausgelobt (mit dem Juryvorsitzenden Ministerpräsident a. D. Matthias Platzeck) und unterstützt kulturelle, sportliche und pädagogische Projekte sowie Jugendaustauschprogramme nach Osteuropa und Israel.
Partner sind u. a. die Stadt Leipzig, die Bürgerstiftung Berlin, die Landeszentrale für politische Bildung Mecklenburg-Vorpommern, das Deutsch-Polnische Jugendwerk, die Kreisau-Initiative und das Ministerium für Inneres und Sport des Landes Sachsen-Anhalt.

## Organisation
Neben dem Stifter und der Geschäftsführerin als Organ für die laufenden Geschäfte gehören dem Stiftungsrat derzeit Charlotte von Koerber, Günter Baaske und Moritz Flick an. Der Ministerpräsident a. D. Manfred Stolpe war langjähriger Stiftungsrat. Derzeitige Geschäftsführerin ist die Juristin Susanne Krause-Hinrichs (seit 2013).
Ehemalige Mitglieder waren u. a. die Bundestagsabgeordnete a. D. Monika Griefahn, Alexander Flick, Friedrich Schorlemmer und Eberhard von Koerber.